# Alfred John Jukes-Browne
Alfred John Jukes-Browne (16 avril 1851 - 14 août 1914) est un paléontologue et stratigraphe britannique des invertébrés.

## Biographie
Il est né Alfred John Browne près de Wolverhampton en 1851 d'Alfred Hall et de Caroline Amelia (née Jukes) Browne. Son oncle est le géologue Joseph Jukes (en), bien connu pour ses travaux sur les études géologiques anglaises et irlandaises. Browne ajoute le nom de jeune fille de sa mère, Jukes, au sien dès qu'il devient majeur. Il fait ses études à la Highgate School (1863-1868) et obtient un BA au St John's College de Cambridge.
Il obtient un poste en 1874 au sein du personnel du Geological Survey et est principalement occupé à cartographier des parties de Suffolk, Cambridge, Rutland et Lincoln jusqu'en 1883, puis chargé de la préparation d'une monographie sur les roches britanniques du Crétacé supérieur. Il écrit ensuite plusieurs livres sur le sujet. Il prend sa retraite de la Commission géologique en 1902 en raison de problèmes de santé.
Il est élu membre de la Royal Society en 1909.
Il épouse Emma Jessie Smith en 1881, qui meurt en donnant naissance à leur deuxième enfant en 1892. Il meurt dans le Devon en 1914. 

## Ouvrages
- The Student's Handbook of Historical Geology (1886)
- The student's Handbook of Stratigraphical Geology (1902)
- The geology of Cyprus (1905) with Bellamy, Charles Vincent
- The Building of the British Isles (1911)
- The Cretaceous Rocks of Great Britain (1904)